# Béla II d'Hongria
Béla II d'Hongria (en hongarès II. Béla) (vers 1110 - 13 de febrer de 1141), dit el Cec (Vak), va ser rei d'hongria entre 1131 i 1141. Quan encara era un nen, ell i el seu pare van ser deixats cecs per ordre del seu tiet Kálmán, que no volia cap rival que disputés l'accés al tron del seu fill Esteve II. Però el seu cosí Esteve no tingué descendència i Béla esdevingué rei a la seva mort, tot i que durant tot el seu regnat hagué de fer front a les pretensions al tron de Boris, un altre suposat fill del rei Kálmán.

## Biografia

### Accés al tron
Béla era l'únic fill del Duc Álmos, el germà petit del rei Kálmán d'Hongria. Álmos va orquestrar diverses revoltes contra el seu germà, fins que finalment ell i el seu fill Béla van ser deixats cecs el 1115 per evitar que suposessin cap més amenaça al regnat de Kálmán i el seu fill Esteve. Pare i fill van estar vivint junts al monestir de Dömös fins al 1126, quan una nova conspiració d'Álmos contra el rei Esteve va ser desenmascarada i es veié obligat a fugir a l'Imperi Romà d'Orient. Béla va ser amagat pels partidaris del seu pare a un altre monestir.
El 1128, després de la mort a l'exili del Duc Álmos, el rei Esteve va ser informat que Béla encara vivia a Hongria. Com que Esteve no havia tingut cap fill, va convidar-lo a viure a la cort i va organitzar el seu casament amb Helena, filla del duc serbi Uroš I de Raška.
L'1 de març del 1131 Esteve va morir, i el 28 d'abril Béla va ser coronat a Székesfehérvár.

### Regnat
Degut a la ceguesa de Béla, la seva dona va jugar un rol important al govern del regne. Poc després d'accedir al tron, la reina Helena va ordenar l'execució dels que considerà responsables d'haver deixat cec el seu marit, i va donar el seu germà Beloš el comandament de l'exèrcit hongarès.

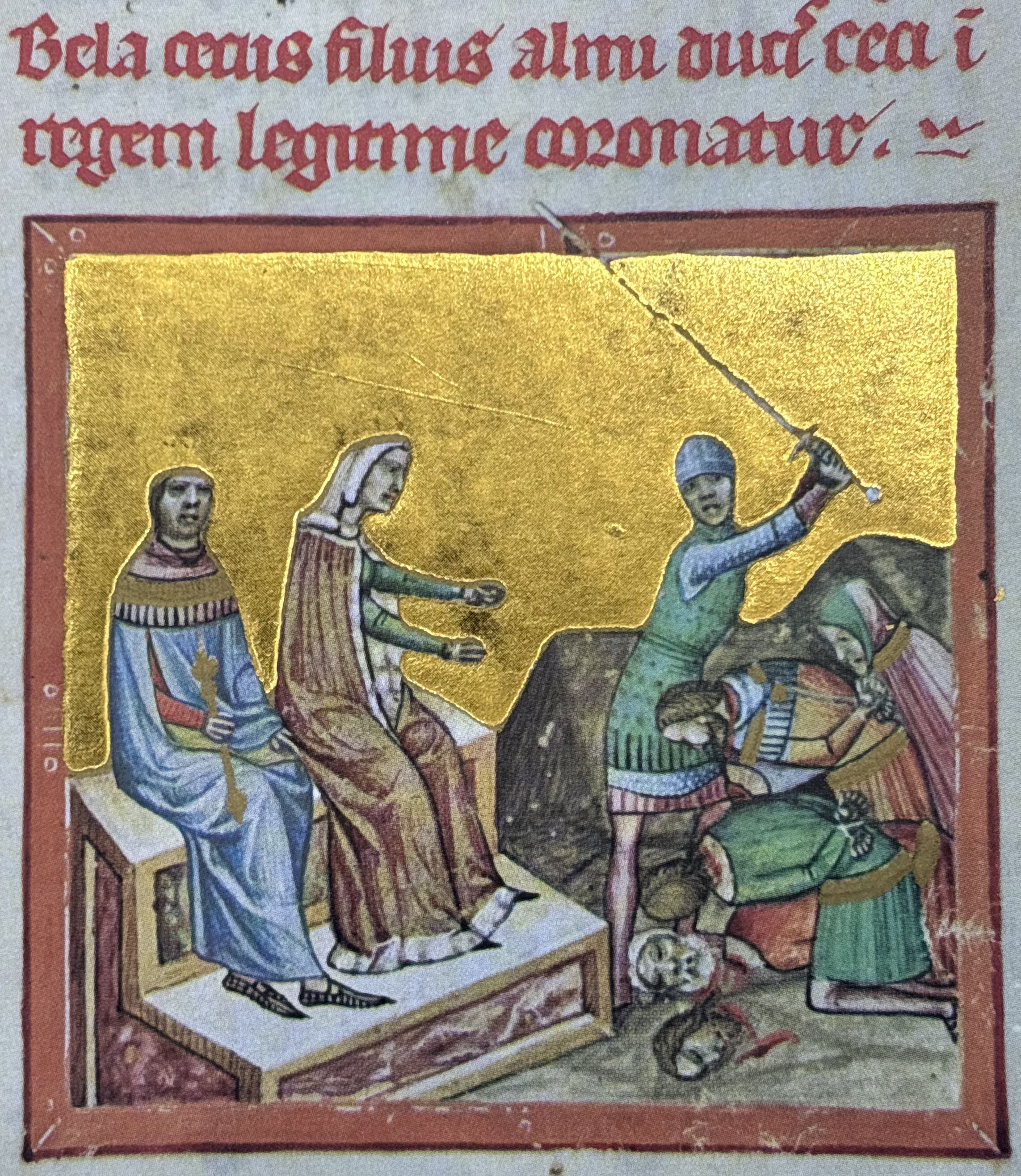
Miniatura del Chronicon Pictum.

El regnat de Béla era disputat per Boris, un fill de la segona esposa del rei Kálmán i de paternitat dubtosa. El pretendent va aconseguir el suport de Polònia i Rus de Kíev. El 1132 el rei Boleslau III de Polònia va liderar els seus exèrcits i els de Kíev contra Hongria. Abans de sortir a combatre'ls Béla va convocar en assemblea a tots els barons i va fer assassinar tots els que no declaressin a Boris un bastard. Tot i que el rei Boleslau i Boris foren derrotats vora el riu Sajó el 22 de juliol, Boris va continuar disputant la corona de Béla durant els propers anys.
Béla va casar una de les seves germanes amb el marcgravi Lleopold III d'Àustria i una altra amb el duc Sobeslau I de Bohèmia, forjant aliances amb dos estats que havien estat tradicionals adversaris d'Hongria. Els seus dos cunyats van convèncer a l'emperador Lotari III, que havia estat combatent contra Polònia, que introduís als termes del tractat de pau amb Boleslau III el compromís del rei polonès de deixar de donar suport a Boris.
El 1136 Béla va aconseguir recuperar parts de Dalmàcia dels venecians, i va enviar una exitosa expedició a Bòsnia. El 1137 va donar al seu segon fill Ladislau el títol de Duc de Bòsnia.
Béla va morir el 1141 degut als efectes del consum excessiu d'alcohol.

## Família

### Avantpassats
|  |                                       |  |  |  |  |  |  |  |  |  |  |  |  |  |  |  |
|  | 16. Duc Vazul                         |  |  |  |  |  |  |  |  |  |  |  |  |  |  |  |
|  |                                       |  |  |  |  |  |  |  |  |  |  |  |  |  |  |  |
|  |                                       |  |  |  |  |  |  |  |  |  |  |  |  |  |  |  |
|  | 8. Béla I d'Hongria                   |  |  |  |  |  |  |  |  |  |  |  |  |  |  |  |
|  |                                       |  |  |  |  |  |  |  |  |  |  |  |  |  |  |  |
|  |                                       |  |  |  |  |  |  |  |  |  |  |  |  |  |  |  |
|  | 4. Géza I d'Hongria                   |  |  |  |  |  |  |  |  |  |  |  |  |  |  |  |
|  |                                       |  |  |  |  |  |  |  |  |  |  |  |  |  |  |  |
|  |                                       |  |  |  |  |  |  |  |  |  |  |  |  |  |  |  |
|  | 18. Mieszko II de Polònia             |  |  |  |  |  |  |  |  |  |  |  |  |  |  |  |
|  |                                       |  |  |  |  |  |  |  |  |  |  |  |  |  |  |  |
|  |                                       |  |  |  |  |  |  |  |  |  |  |  |  |  |  |  |
|  | 9. Adelaida (Rixa) de Polònia         |  |  |  |  |  |  |  |  |  |  |  |  |  |  |  |
|  |                                       |  |  |  |  |  |  |  |  |  |  |  |  |  |  |  |
|  |                                       |  |  |  |  |  |  |  |  |  |  |  |  |  |  |  |
|  | 19. Richeza de Lotaríngia             |  |  |  |  |  |  |  |  |  |  |  |  |  |  |  |
|  |                                       |  |  |  |  |  |  |  |  |  |  |  |  |  |  |  |
|  |                                       |  |  |  |  |  |  |  |  |  |  |  |  |  |  |  |
|  | 2. Duc Álmos                          |  |  |  |  |  |  |  |  |  |  |  |  |  |  |  |
|  |                                       |  |  |  |  |  |  |  |  |  |  |  |  |  |  |  |
|  |                                       |  |  |  |  |  |  |  |  |  |  |  |  |  |  |  |
|  | 5. Sofia                              |  |  |  |  |  |  |  |  |  |  |  |  |  |  |  |
|  |                                       |  |  |  |  |  |  |  |  |  |  |  |  |  |  |  |
|  |                                       |  |  |  |  |  |  |  |  |  |  |  |  |  |  |  |
|  | 1. Béla II d'Hongria                  |  |  |  |  |  |  |  |  |  |  |  |  |  |  |  |
|  |                                       |  |  |  |  |  |  |  |  |  |  |  |  |  |  |  |
|  |                                       |  |  |  |  |  |  |  |  |  |  |  |  |  |  |  |
|  | 24. Gran Príncep Yaroslav I de Kíev   |  |  |  |  |  |  |  |  |  |  |  |  |  |  |  |
|  |                                       |  |  |  |  |  |  |  |  |  |  |  |  |  |  |  |
|  |                                       |  |  |  |  |  |  |  |  |  |  |  |  |  |  |  |
|  | 12. Gran Príncep Iziaslav I de Kíev   |  |  |  |  |  |  |  |  |  |  |  |  |  |  |  |
|  |                                       |  |  |  |  |  |  |  |  |  |  |  |  |  |  |  |
|  |                                       |  |  |  |  |  |  |  |  |  |  |  |  |  |  |  |
|  | 6. Gran Príncep Sviatopolk II de Kíev |  |  |  |  |  |  |  |  |  |  |  |  |  |  |  |
|  |                                       |  |  |  |  |  |  |  |  |  |  |  |  |  |  |  |
|  |                                       |  |  |  |  |  |  |  |  |  |  |  |  |  |  |  |
|  | 26=18. Mieszko II de Polònia          |  |  |  |  |  |  |  |  |  |  |  |  |  |  |  |
|  |                                       |  |  |  |  |  |  |  |  |  |  |  |  |  |  |  |
|  |                                       |  |  |  |  |  |  |  |  |  |  |  |  |  |  |  |
|  | 13. Gertrudis de Polònia              |  |  |  |  |  |  |  |  |  |  |  |  |  |  |  |
|  |                                       |  |  |  |  |  |  |  |  |  |  |  |  |  |  |  |
|  |                                       |  |  |  |  |  |  |  |  |  |  |  |  |  |  |  |
|  | 27=19. Richeza de Lotaríngia          |  |  |  |  |  |  |  |  |  |  |  |  |  |  |  |
|  |                                       |  |  |  |  |  |  |  |  |  |  |  |  |  |  |  |
|  |                                       |  |  |  |  |  |  |  |  |  |  |  |  |  |  |  |
|  | 3. Predslava de Kíev                  |  |  |  |  |  |  |  |  |  |  |  |  |  |  |  |
|  |                                       |  |  |  |  |  |  |  |  |  |  |  |  |  |  |  |
|  |                                       |  |  |  |  |  |  |  |  |  |  |  |  |  |  |  |

### Núpcies i descendència
Béla es casa vers l'any 1129 amb Helena de Raška (després de 1109 – després de 1146), filla del duc Uroš I de Raška i la seva esposa Anna. TIngueren cinc fills:
- Elisabet (vers 1129 - abans de 1155), futura esposa del duc Miecislau III de Polònia.
- Géza (vers 1130 - 1162), futur rei Géza II d'Hongria.
- Ladislau (1131 - 1163), futur rei Ladislau II d'Hongria.

- Esteve (vers 1133 - 1165), futur rei Esteve IV d'Hongria.
- Sofia (vers 1136 - ?), s'ordenaria monja a Admont.